# Hedonistisches Kalkül
Das Hedonistische Kalkül, auch felicific calculus genannt, kann als Ziel der Gesetzgebung gelten, Befriedigungen (pleasures) zu erhöhen und Schmerzen (pain) zu verhindern. Das Konzept stammt von Jeremy Bentham, der mit John Stuart Mill zusammen als Begründer des neuzeitlichen Utilitarismus gilt. 
Nach Bentham hängt die Größe einer Befriedigung – bezogen auf ein Individuum – von sieben  Umständen ab: 
- Intensität (intensity),
- Dauer (duration),
- Wahrscheinlichkeit ihres Eintretens (certainty) und
- zeitlicher Nähe (propinquity).
- Reinheit
- Ausmaß
- die eintretenden Folgen

Entsprechendes gilt für den Schmerz.
Zusätzlich muss man berücksichtigen, dass Befriedigungen und Schmerzen weitere Befriedigungen und Schmerzen zur Folge haben können. Man muss deshalb einbeziehen:
- ihre Fruchtbarkeit (fecundity), also dass die Befriedigungen andere Befriedigungen, und Schmerzen andere Schmerzen zur Folge haben, und
- ihre Reinheit (purity), dass die Befriedigungen keine Schmerzen, und Schmerzen keine Befriedigungen zur Folge haben.

Eine Befriedigung ist fruchtbar, wenn sie weitere Befriedigungen dieser Art nach sich zieht.
Eine Befriedigung ist rein, wenn es unwahrscheinlich ist, dass sie Schmerzen erzeugt. 
Entsprechendes gilt für einen Schmerz.
Wenn man die Berechnung bezogen auf ein Kollektiv von Individuen macht, kommt als siebter Gesichtspunkt für die Bestimmung der Größe einer Befriedigung oder eines Schmerzes hinzu:
- die Verbreitung (extent).

Damit ist die Anzahl der Personen gemeint, die die Befriedigung bzw. den Schmerz haben.
Zur Gesamtberechnung des Wertes des Handelns addiert man das Glück der Individuen erster Instanz auf und subtrahiert davon das verursachte Leid aus erster Instanz. Hinzugenommen wird noch das Folgeglück/-leid (siehe Fruchtbarkeit und Reinheit), die Gesamttendenz ermöglicht dann eine genaue Bewertung des Handelns. 
Bentham war der Ansicht, mit dieser Art moralischer Kalkulation werde die Gesetzgebung zu einer Frage der Arithmetik. Er hoffte, Berechnungsmethoden für den allgemeinen Nutzen zu finden, die zu einheitlichen Ergebnissen führen.